# Louise Lykes (schip, 1941)
De Louise Lykes was een Amerikaans stoomvrachtschip van 6.155 ton, dat in de Tweede Wereldoorlog door een Duitse onderzeeboot tot zinken werd gebracht.

## Geschiedenis
Ze werd voltooid in 1941 bij Federal Shipbuilding & Dry Dock Co. Kearny, New Jersey. De eigenaar was Lykes Bros SS Co. Inc. New Orleans (Louisiana) met aldaar haar thuishaven. Er waren 83 bemanningsleden aan boord en was geladen met oorlogsleveringen en munitie. Haar reisroute was in januari 1943 vanuit New York naar Belfast.

## Haar ondergang
Het verlies van de Louise Lykes begon omstreeks 20.25 uur op 9 januari 1943. Het ongeëscorteerde vrachtschip, met kapitein Edwin John Madden als gezagvoerder, werd geraakt door twee van de vier torpedo's, die door de U-384 van Oblt. Hans-Achim von Rosenberg-Gruszcynski, van op een afstand van 1.800 meter, werden gelanceerd. De Louise Lykes liep een zigzagkoers met een vaart van 15 knopen (ong. 28 km/u) toen ze fataal werd getroffen.
Het vrachtschip explodeerde, en de U-boot werd gedwongen om een crachduik te ondernemen om niet verpletterd te worden door het rondvliegende scheepsmateriaal en omdat het puin op het dek en in het water rond haar viel. Als de U-boot, na vijf minuten weer was opgedoken, was het in stukken gevlogen vrachtschip totaal verdwenen. Deze ramp gebeurde in positie 56°15’ N. en 22° W. De 85-koppige bemanning, waaronder tien officieren, 41 bemanningsleden en 32 artilleristen, kwam om.